# Věc Makropulos
Věc Makropulos je divadelní hra českého spisovatele a dramatika Karla Čapka, která měla premiéru 21. listopadu 1922 v Městském divadle na Vinohradech v Praze. Zabývá se otázkou nesmrtelnosti a práva člověka prodlužovat si uměle život.

## Děj
V prvním dějství objasňuje právní zástupce doktor Kolenatý svůj probíhající případ, který se táhne již po několik generací, nejen divákovi (čtenáři), ale především zpěvačce Emílii Marty, která zná některé podrobnosti z minulosti a ví o důležitých důkazech, jež mohou ozřejmit celý případ. Divák může Emílii považovat za šílence, stejně jako doktor Kolenatý, nebo jí může důvěřovat jako Albert Gregor, jehož případu se tyto údaje týkají.
Rozhodně žena působí ještě záhadněji, když se jí popisované dokumenty skutečně najdou tam, kde uvedla. Emílie se nesnaží pomoci vyřešit soudní případ, jak si lze zpočátku oprávněně myslet, stojí pouze o dopisy, které jsou uchovány společně se závětí v Prusově domě. Vyhovuje jí ovšem, že je ostatními (především Gregorem) považována téměř za spasitelku, a blahosklonně přijímá dary, jak je tomu zvyklá ze své pěvecké kariéry a z úspěchů z celé Evropy.
Proces „Gregor versus Prus“ (v současné době Albert Gregor proti Josefu Prusovi) je sice na dobré cestě k vyjasnění, zároveň se však ještě více zamotává, neboť je nezbytné prokázat totožnost hlavních účastníků, především vzájemný vztah Ferdinanda Makropula s Ellian Mac Gregor.
Druhé dějství, které se odehrává v divadle po skončení Emíliina koncertu, kde zpěvačka kromě přijímání gratulací k svému dnešnímu výkonu od okouzlených obdivovatelů vyjednává s Prusem a Gregorem o zalepeném dopise určeném „synu Ferdinandovi“, který byl mezi nalezenými dokumenty. Když jí ho nechce vydat Josef Prus, snaží se jej vymámit na jeho synu Jankovi, kterého rovněž zasáhlo zpěvaččino kouzlo. Kromě Josefa a Janka Prusových se zde setkáváme opět s Kristinou (milou Janka Pruse a dcerou solicitátora Vítka z advokátní kanceláře doktora Kolenatého, která se touží stát výtečnou a uznávanou zpěvačkou a Emílii bezmezně obdivuje po profesionální stránce), dále s Albertem Gregorem, s Vítkem a nově s Hauk-Šendorfem, který Emílii považuje za španělskou zpěvačku a Eugenii Montez. Celkovou atmosféru divadla po představení dokreslují postavy poklízečky a strojníka.
Třetí dějství začíná ránem v hotelovém pokoji, kde Prus předává Emílii obálku, kterou jí slíbil vydat, když s ním stráví noc. Tím tak předešel i tomu, aby mu Janek obálku pro Emílii ukradl. Ovšem zapříčiní tím, že se mladík ze žárlivosti zastřelí. Protože se podpis Ellian Mac Gregor na vlastnoručním prohlášení o tom, že je matkou Ferdinanda Gregora, příliš podobá podpisu Emílie Marty na fotografii, kterou obdarovala svou obdivovatelku Kristinu, přicházejí všichni ostatní a žádají od zpěvačky vysvětlení. Částečně opilá Emílie v absurdně zinscenovaném procesu prozradí, že je dcerou rudolfínského lékaře, který pro svého císaře objevil elixír mládí na 300 let a vyzkoušel ho právě na ní. Elina Makropulos, což je Emíliino pravé jméno, se dožívá 337 let a ačkoli ji život nudí, nejvíce ze všeho se bojí smrti. Proto chce získat dopis, ve kterém je návod na přípravu elixíru. Během procesu si však sama uvědomuje, že nelidsky dlouhý život je horší než smrt. I ostatní se nakonec vzdávají plánů s receptem na věčný život a nechávají Kristinu, aby pergamen spálila.

### Postavy a jejich charakteristika
Hlavní postavou je žena působící jako femme fatale, jejíž věk odhadují přítomní zhruba na třicet let, a kterou autor nazývá Emílie Marty. Stejně tak je možné ji však oslovovat Ellian Mac Gregor, Ekaterina Myškin, Elsa Müller, Eugenia Montez nebo jejím původním jménem Elina Makropulos.
Další postavu představuje strohý a přísný Jaroslav Prus, jeho opakem je Max Hauk-Šendorf s částečně pominuvším jižanským temperamentem, jejž Čapek vystihl i použitím mnohým španělských výrazů v rozhovoru s Emílií jako Eugenií (i ona přechází v dialogu s Maxem do španělštiny).
Symbolem nerozvážného mládí je Janek Prus a oproti němu Kristina, která se stane rozvážnou teprve Jankovou smrtí. Doktor Kolenatý svou pragmatičností ctí zákony a jen tak něčemu nedůvěřuje. Vítek stále nevyrostl z některých ideálů, i když jen málokdy je má možnost projevit. Hodně z charakterových rysů postav se projevuje v poslední části, kde všichni diskutují o nejlepším využití či zpeněžení elixíru života.
Hra je formálně rozdělena do tří dějství a Proměny, která nabízí objasnění celé zápletky. Ve všech scénách vystupuje zpěvačka Emílie Marty.
Jazyk přímé řeči se snaží vystihnout charakter nebo momentální náladu dotyčné osoby. Patrné je to nejen ve slovech, která volí například Emílie, střídání tykání a vykání (Gregorovi familiérně tyká, zatímco on jí ne, Maxovi ale vyká, i když se s ním zná mnohem lépe), tempo děje se zrychluje s použitím španělštiny.

## Význam díla
Námět Věci Makropulos a především operní verze od Leoše Janáčka se stala předmětem živé filosofické debaty o přitažlivosti nesmrtelnosti. Premisu Janáčkova díla si v 70. letech 20. století vypůjčil britský filozof Bernard Williams ve své eseji nazvané Věc Makropulos: Úvahy nad úmorností nesmrtelnosti (The Makropulos Case: Reflections on the Tedium of Immortality). V této eseji Williams obhajuje názor, že nesmrtelný život v jakékoli možné podobě nemůže být žádoucí. Na příkladu Věci Makropulos konkrétně ukazuje, že nekončící život na této zemi by nutně vedl k nekončící nudě.

## Věc Makropulosna scénách českých divadel (po roce 2000)
- HaDivadlo; premiéra 7. 6. 2006; režie: Ondřej Elbel; hráli: Kamila Valůšková, Martin Siničák, Luboš Veselý, Miloslav Maršálek, Erika Stárková, Ondřej Elbel, Marián Chalány, Cyril Drozda, Sára Venclovská, Miroslav Kumhala
- Divadlo na Vinohradech; premiéra 31. 10. 2008; režie: David Drábek; hráli: Daniela Kolářová, Jaromír Meduna, Pavel Batěk, Lucie Štěpánková, Jiří Plachý, Ivan Řezáč, Filip Tomsa, Jaroslav Kepka, Jana Bernášková, Lucie Polišenská, Martin Davídek a další
- Národní divadlo; premiéra 18. 11. 2010; režie: Robert Wilson; hráli: Soňa Červená, Miroslav Donutil, Jan Bidlas, Pavla Beretová, Petr Pelzer, Václav Postránecký, Filip Rajmont, Milan Stehlík, Vladimír Javorský a další
- Depresivní děti touží po penězích; premiéra 16. 10. 2012; režie: Jakub Čermák; hráli: Jakub Čermák, Juraj Savinský, Jakub Krejča, Barbora Mitošinková, Alena Julie Novotná / Eva Mezihoráková, Jiří Ratajík, Janusz Hummel, Jiří Matoušek / Lukáš Štěpánek, Zoja Oubramová, Barbora Šupová, Viktor Filip

## Rozhlasové zpracování
Československý rozhlas Praha (1975), režie: Jiří Horčička, rozhlasová úprava: Vladimír Procházka, dramaturg: Josef Hlavnička. Osoby a obsazení: Emilia Marty (Jiřina Švorcová), Jaroslav Prus (Karel Höger), Janek, jeho syn (Viktor Preiss), Albert Gregor (Jiří Klem), Hauk-Sendorf (Eduard Kohout), dr. Kolenatý, advokát (Miloš Nedbal), Solicitátor Vítek (Martin Růžek), Kristina, jeho dcera (Gabriela Vránová), komorná (Drahomíra Fialková), lékař (Oldřich Janovský) a poklízečka (Jaroslava Drmlová). Hudební improvizace: Zdeněk Musil. Délka audia 1:48:22